# Timema
Timema (лат.) — род палочников (Phasmatodea), единственный в семействе Timematidae и подотряде Timematodea. Эндемики юго-запада Северной Америки (Мексика, США). 21 вид.

## Распространение
Встречаются на западе США (Аризона, Калифорния, Невада, Орегон) и на севере Мексики.

## Описание
Бескрылые палочники, фитофаги.
От других палочников отличаются первым сегментом брюшка, который у них не сросшийся с заднеспинкой и псевдо-трёхчлениковыми лапками (у прочих Phasmatodea первый сегмент брюшка сросшийся с заднеспинкой).
Палочники небольших размеров, длина самцов около 2,5 см, самок — около 3 см. Голова: широкая, вдавленная спереди, но выпуклая сзади. Антенны с 19—23 члениками, количество которых часто варьируется между левой и правой антенной. Скапус большой, в два и более раза длиннее педицеля, широкий в вершинной части. Антеномер IV и следующие три-четыре антенномера меньше остальных.
Яйца отличаются следующими признаками: капсула мягкая, полупрозрачная, легко разрушается, задний бугорок очень маленький, микропилярная пластинка в виде небольшого треугольника на оперкулярном крае; внутренняя пластина лишена ножки и щели.

## Классификация
21 вид.
Выделен в монотипические семейство Timematidae и подотряд Timematodea.
Реликтовая группа, сестринская ко всем другим привиденьевым.
- Timema bartmani Vickery & Sandoval, 1997
- Timema boharti Tinkham, 1942
- Timema californicum Scudder, 1895[14]typus
- Timema chumash Hebard, 1920[15]
- Timema coffmani Sandoval & Vickery, 1998
- Timema cristinae Vickery, 1993
- Timema dorotheae Strohecker, 1966
- Timema douglasi Sandoval & Vickery, 1996
- Timema genevievae Rentz, 1978
- Timema knulli Strohecker, 1951
- Timema landelsense Vickery & Sandoval, 2001[16]
- Timema monikense Vickery & Sandoval, 1998[17]
- Timema morongense Vickery, 2001
- Timema nakipa Vickery, 1993
- Timema nevadense Strohecker, 1966
- Timema petita Vickery & Sandoval, 2001
- Timema podura Strohecker, 1936
- Timema poppense Vickery & Sandoval, 1999[18]
- Timema ritense Hebard, 1937
- Timema shepardi Vickery & Sandoval, 1999
- Timema tahoe Vickery, 1993